# 曹忠 (成化進士)
曹忠（1454年—？），字原孝，直隸常州府江陰縣人，民籍，明朝政治人物。

## 生平
應天府鄉試第一百二十三名舉人。成化二十三年（1487年）中式丁未科會試第九十名，三甲第一百七十五名進士。授江西分宜县知县。

## 家族
曾祖曹子英；祖父曹安道；父曹暠，母殷氏；繼母姚氏。严侍下。弟曹恕。